# Francesco Faggi
Francesco Faggi (ur. 8 marca 1926 w Perledo, zm. 12 czerwca 2016 tamże) – włoski wioślarz, złoty medalista olimpijski.
Wystąpił na igrzyskach olimpijskich w Londynie w 1948, gdzie osada Włoch w składzie: Giuseppe Moioli, Elio Morille, Giovanni Invernizzi i Francesco Faggi wywalczyła złoty medal w czwórkach bez sternika. W finale o 4,5 sekundy wyprzedzili Duńczyków, a o 8,7 sekundy pokonali osadę USA. Na rozgrywanych cztery lata później igrzyskach olimpijskich w Helsinkach w tej samej konkurencji Włosi odpadli w repasażach. 
Ponadto zdobywał złote medale czwórkach bez sternika na mistrzostwach Europy w Lucernie (1947), mistrzostwach Europy w Amsterdamie (1949) i mistrzostwach Europy w Mediolanie (1950).
Otrzymał złoty medal Włoskiego Narodowego Komitetu Olimpijskiego.